# Vijona Kryeziu
Vijona Kryeziu (* 8. Oktober 1997) ist eine kosovarische Leichtathletin. Sie ist auf den Sprint spezialisiert.

## Karriere
Kryeziu nahm an bei den Olympischen Spielen in Rio de Janeiro am Wettkampf über 400 m teil. Sie lief einen neuen nationalen Rekord, schied jedoch trotzdem im Vorlauf als Siebte aus und belegte in der Gesamtwertung den 52. Rang.
Bei der Abschlussfeier war sie die Fahnenträgerin der kosovarischen Delegation.